# Atalaya (grupo de teatro)

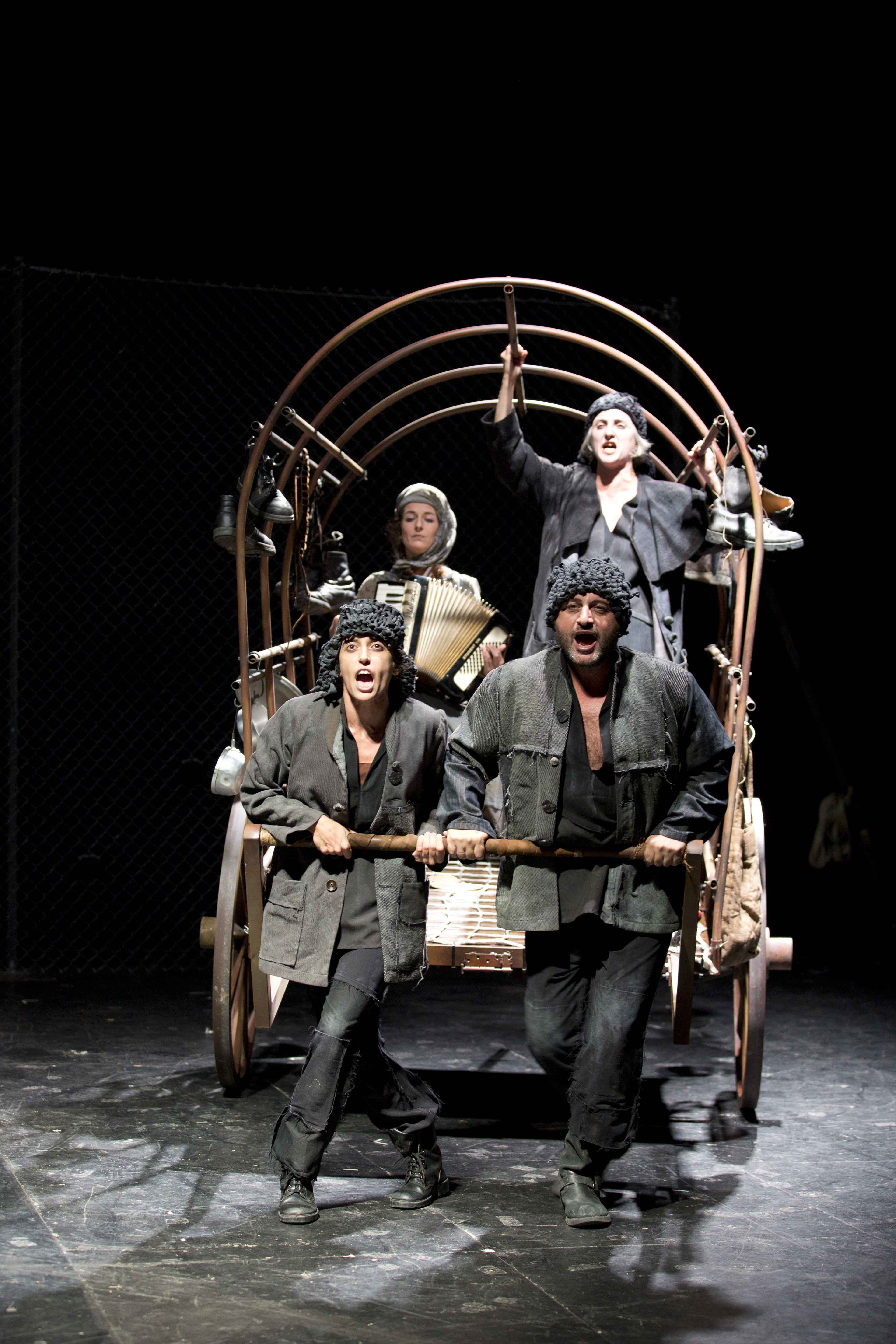
Una escena de la versión de Atalaya de la obra de Bertolt Brecht "Madre Coraje" dirigida por Ricardo Iniesta.

Atalaya es una compañía estable de teatro que funciona en Sevilla desde 1983, fundada y dirigida por Ricardo Iniesta. Ha obtenido el Premio Nacional de Teatro en 2008 además de otros 90 entre los que destacan cinco otorgados más allá de la Unión Europea. Ha estrenado 28 espectáculos de todo el grupo con los que ha recorrido más de medio millar de ciudades en 45 países de los 6 continentes.

## Trayectoria
Atalaya ha desarrollado desde sus comienzos un trabajo en la línea del teatro de investigación. Sus primeros pasos se llevan a cabo en el teatro de calle, estrenando en 1984 y 1985 dos montajes en el Encuentro Internacional de Teatro de Calle de Madrid. En 1986 estrena Así que pasen cinco años de Lorca que supone un salto cualitativo y su consolidación en el teatro español. La rebelión de los objetos de Maiakovski -única vez que se ha presentado esta obra en España- en 1988 y Hamletmáquina de Heiner Müller en 1990 completan su "trilogía de teatro poético del desasosiego".
En 1994 crean TNT -Territorio de Nuevos Tiempos- un centro de investigación y experimentación escénica, que al año siguiente pondrá en marcha el Laboratorio de Investigación Teatral  convertido en referente de la formación e investigación escénica en España; en este tiempo han impartido su enseñanza 137 maestros y pedagogos procedentes de más de 35 países de todo el mundo y buena parte de las tradiciones teatrales.
El Laboratorio ha ejercido una notable influencia sobre el equipo estable de actores de Atalaya que funciona desde 1996, año en que estrena Elektra, el primer montaje de la "trilogía de las heroínas de la Tragedia". Según los críticos especializados Atalaya ha conseguido crear un estilo propio que se basa en la energía del actor, tanto a través del cuerpo como de la voz, la lectura contemporánea de textos universales y el tratamiento poético del espacio, la música y los objetos. Al tiempo la crítica lo considera como "referente del teatro laboratorio" en España. De hecho el Laboratorio -que en 2024 alcanza su 27.ª edición- se ha convertido, por un lado, en la cantera de la que han procedido todos los actores que han pasado por Atalaya en el último cuarto de siglo, y por otro lado el director y 11 actores de Atalaya componen el equipo pedagógico estable, que junto a varios maestros internacionales invitados imparten cada año 600 horas a la veintena de actores que son seleccionados para tomar parte en el Laboratorio.
Entre los maestros que han trabajado con los actores de Atalaya destacan Eugenio Barba y todo el Odin Teatret así como Esperanza Abad, además de los diferentes maestros de teatro oriental: Kathakali, teatro de Bali, Butoh y teatro Noh. Por otro lado han ejercido una influencia notable la visión poética del Lorca surrealista, el realismo expresionista y político de Heiner Müller, y, en los últimos años, el grotesco de Valle-Inclán y especialmente los clásicos griegos. Sus puestas en escena dejan entrever una notable influencia de los postulados teóricos de Meyerhold y Antonin Artaud.
En 2003 entró a formar parte del programa de la Unión Europea "Laboratorios teatrales como innovadores culturales europeos" que incluiría a nombres tan prestigiosos como el Odin Teatret, el Théâtre du Soleil de Ariane Mnouchkine o el Grotowski Center de Polonia; dentro de este proyecto de la UE organizaría la única de las 15 sesiones de la ISTA -International School of Theatre Anthropology- celebrada en España, con más de doscientos participantes -pedagogos, actores, directores y teóricos de la escena- llegados de numerosas tradiciones teatrales del mundo.
En 2008 inauguró el Centro Internacional de Investigación Teatral TNT, edificado sobre suelo municipal y costeado al 50 por ciento por Atalaya y las diferentes administraciones públicas; ese mismo año el Centro de Documentación de las Artes Escénicas de la Junta de Andalucía editó el libro Atalaya, XXV años buscando utopías; y por su parte un jurado constituido por el Ministerio de Cultura le otorgaría el Premio Nacional de Teatro "por la creación de un espacio original de exhibición, producción, formación y reflexión teatral, resultado de una larga trayectoria profesional". El Centro TNT organiza cada año el MITIN -Muestra Internacional de Teatro de Investigación-, que programa grupos y compañías españolas y extranjeras con el común denominador de la investigación escénica; asimismo programa el CENIT -Certamen de Nuevos Investigadores Teatrales-, el ETICO -Encuentro de Teatro de Inclusión y Comunitario- y la CINTA -Cita de Innovadores Teatrales Andaluces-. En 2024 el Teatro TNT alcanza los 250.000 espectadores que han pasado desde su inauguración y supera las 2.000 funciones programadas de más de 400 compañías diferentes provenientes de cinco continentes.
En 2019 TNT cumplió 25 años desde que lo pusiera en marcha Atalaya, destacando la gira por toda España y otros países de Europa, que reaizó La casa de Bernarda Alba, un espectáculo interpretado por ocho mujeres de etnia gitana, sin alfabetizar, afincadas en el asentamiento chabolista de El Vacie, el más antiguo de Europa. Este montaje recibiría 10 premios de ámbito estatal, siendo puesto como "referente de buenas prácticas contra la exclusión social" por la Comisión Europea de Justicia. En 2017 Fuente Ovejuna, interpretado por el mismo equipo de las mujeres de El Vacie, y también dirigido por Pepa Gamboa, se presenta en el Teatro Español de Madrid. 
Entre 2011 y 2014 TNT/Atalaya tomaron parte en el programa cultural de la Unión Europea Caravan Project, junto a otras 10 organizaciones de otros tantos países; a partir de 2015 participa en el Next Caravan -con un total de 30 socios europeos de 21 países- dentro del cual organiza Río sin Fronteras, un macroevento europeo de teatro comunitario que se llevaría a cabo en Sevilla en octubre de 2017, transformando el cauce y orillas del Guadalquivir en un inmenso espacio escénico con la participación de más de 50 colectivos ciudadanos de Sevilla y actores y directores llegados de diversos países de Europa. En 2020 comienzan otros dos programas culturales en los que toma parte TNT/Atalaya. 
En otoño de 2020, en plena pandemia, organiza en Sevilla el macroevento internacional de teatro comunitario Mundo Magallanes, con la participación de pedagogos de danza llegados desde Asia, África, América y Europa que impartirían talleres a más de 120 personas de una veintena de países, buena parte de ellos de colectivos ciudadanos en riesgo de exclusión social. El espectáculo resultante se presentó dos noches a orillas del Guadalquivir en el Parque Fernando Magallanes, donde por vez primera se realizaba un evento cultural. En lo que va de siglo TNT con Aralaya ha tomado parte en 7 programas culturales de la Unión Europea en colaboración con una veintena de centros de artes escénicas y universidades europeas.
En 2012 TNT puso en marcha un nuevo sello para el ámbito de la danza -AndanZas- con la producción de Aleluya erótica. El espectáculo basado en la obra Amor de don Perlimplín con Belisa en su jardín de Lorca y dirigido por Juana Casado, se estrenó en la XVII Bienal de Flamenco de Sevilla, que le otorgaría tres premios giraldillos, a los que se unirían otros galardones. En 2018 recibe el Premio al Mejor espectáculo flamenco de Andalucía por Amazonas, espectáculo interpretado por 9 mujeres que encarnaríann a las míticas guerreras. En 2021 crea Contenedores de Sueños, espectáculo que se estrena en Creta y recorre otros cuatro países europeos.
En 2018 el Ministerio de Cultura otorga al Centro TNT un estatus especial, junto a otros dos centros de Madrid y Barcelona, como espacio de creación, investigación y formación. En 2023 el Ayutaniento de Sevilla, cede por 50 años 8.000 metros cuadrados que se suman a los 2.500 cedidos en 2008 sobre los que se ubica el Centro TNT. Esta ampliación de instalaciones está propiciando que TNT albergue a una decena de compañías residentes, provenientes de diferentes generaciones del Laboratorio.
Atalaya Teatro ha recorrido, a lo largo de sus cuatro décadas de trayectoria, un total de 44 países repartidos por todos los continentes -32- de ellos en países de habla no hispana- y medio millar de ciudades de la totalidad de las provincias españolas. Ha participado en dos centenares de festivales internacionales, casi la mitad de ellos fuera de España, y obtenido noventa premios y galardones, cinco de ellos lejos de la Unión Europea. Entre sus giras destaca la presentación en Pekín en septiembre de 2011 con Divinas palabras, que supondría la primera vez que una obra de Valle-Inclán se presentaba en China y, al mismo tiempo, la primera traducción de esta al idioma mandarín. En octubre de 2016 estrena en el Festival Noches de Moscú Celestina, la tragicomedia obteniendo el Premio al Mejor Espectáculo; se trataba de la primera vez en que la obra cumbre del teatro hispano se presentaba en castellano en la capital rusa; en septiembre de 2017 dicho montaje viajaría a Canadá, y a continuación a Nueva York, en cuya ciudad, la obra de Fernando de Rojas llegaba por vez primera de manos de una compañía española; en 2018 se convertirá en la primera obra en lengua castellana que se presenta en Armenia, dentro del High Festival de Ereván y en 2023 supone la primera representación de dicha obra en el África subsahariana, con la actuación en el Festival do Atlántico de Praia (Cabo Verde). También cabe destacar su temporada en Melbourne (1995) y su gira por Kerala (2003) -una de las contadas compañías hispanas que se han presentado en Oceanía o en India- respectivamente, así como el Premio obtenido en el Festival Internacional de El Cairo en 2001.
En mayo de 2018 Atalaya recibió la Medalla de la Ciudad de Sevilla, otorgada por el ayuntamiento hispalense. La Asociación de Directores de Escena le hizo entrega en febrero de 2019 en el Teatro de la Comedia de Madrid del 30.º Premio Adolfo Marsillach a una Labor Teatral Signficativa por "sus 35 años de actividad como compañía, su compromiso estético e ideológico, en el que no han renunciado nunca a la apuesta por la investigación y los riesgos artísticos, y su amplia proyección nacional e internacional”. En mayo de 2024 la Diputación de Sevilla ha concedido la Medalla de Oro “por la gran labor en la investigación teatral que lleva desarrollando durante décadas”.
Entre los meses de mayo de 2015 y de 2016 giró con cuatro montajes en otros tantos teatros de los más emblemáticos de Madrid y Barcelona: Celestina, la tragicomedia cerró en mayo de 2015 los 13 años de programación de la Compañía Nacional de Teatro Clásico en el madrileño Teatro Pavón; Marat/Sade, coproducido con el Festival GREC de Barcelona, se estrenaría en julio en el Teatre Lliure de la capital catalana; Madre Coraje abrió la temporada 2015-16 del Teatro Español de Madrid y Así que pasen cinco años, coproducido con el Centro Dramático Nacional, se estrena en abril en el Teatro Valle-Inclán de Madrid, alcanzando el número uno del "ranking" de la crítica madrileña, y manteniéndose en cartel durante 7 semanas. 
En noviembre de 2022 estrena en el Festival Europeo de Cine de Sevilla la película/documental El abrazo del Tiempo que versa sobre los 40 años de trayectoria de Atalaya, codirigida por Félix Vázquez y Ricardo Iniesta. A lo largo del año 2023 la película acompaña las giras de Atalaya en una veintena de cines y teatros por todo el país. En enero y febrero de este año presenta en teatros públicos madrileños tres montajes y el citado documental, alcanzando los tres primeros puestos del "ranking" de la crítica madrileña entre más de centenar y medio de producciones con Elektra.25, Marat/Sade y El avaro de Moliere, respectivamente; además de estos tres espectáculos presenta otros tres montajes más en teatros públicos de Sevilla durante el mes de mayo. En 2023 Atalaya superó las 2.500 funciones realizadas a lo largo de su trayectoria en 600 teatros del mundo. 
El equipo estable de actores y pedagogos de Atalaya/TNT está integrado por Carmen Gallardo, Jerónimo Arenal, Silvia Garzón, Raúl Vera, Joaquin Galán, Aurora Casado, Marga Reyes y Sario Téllez -que han obtenido diversos premios individuales con Atalaya-, además de Manuel Asensio, Lidia Mauduit y María Sanz;  desde 2023 funciona un núcleo de jóvenes actores -"Atalayoung", formados en diversas ediciones del Laboratorio Internacional de TNT- que están presentes en tres o más espectáculos de Atalaya e imparten talleres en el propio Laboratorio. A lo largo de sus más de cuatro décadas de trayectoria son 70 los intérpretes que han participado en la treintena de montajes estrenados.

## Espectáculos
| Año  | Obra                               | Autor                                             |
| ---- | ---------------------------------- | ------------------------------------------------- |
| 2025 | El rey se muere                    | Ionesco                                           |
| 2024 | Divinas palabras                   | Valle-Inclán                                      |
| 2022 | Esperando a Godot                  | Samuel Beckett                                    |
| 2021 | El Avaro de Moliere                | Adaptación de la obra de Moliere                  |
| 2020 | Elektra.25                         | Diversos autores clásicos y contemporáneos        |
| 2018 | Rey Lear                           | Shakespeare                                       |
| 2016 | Así que pasen cinco años           | Lorca                                             |
| 2015 | Marat/Sade                         | Peter Weiss                                       |
| 2013 | Madre Coraje                       | Bertolt Brecht                                    |
| 2012 | Celestina, la Tragicomedia         | Fernando de Rojas                                 |
| 2010 | Ricardo III                        | Shakespeare                                       |
| 2008 | Ariadna                            | Marina Tsvietaieva, Nietzsche y Carlos Iniesta    |
| 2007 | A solas con Marilyn                | Alfonso Zurro                                     |
| 2006 | La opera de tres centavos          | Bertolt Brecht                                    |
| 2004 | Medea, la extranjera               | Eurípides, Séneca, Heiner Müller, Grillparzer...  |
| 2002 | El público                         | Lorca                                             |
| 2000 | Exiliadas, cantata para un siglo   | Borja Ortiz de Gondra                             |
| 1998 | Divinas palabras                   | Valle-Inclán                                      |
| 1996 | Elektra                            | Sófocles, Hugo von Hofmannsthal, Heiner Müller... |
| 1994 | Así que pasen cinco años           | Lorca                                             |
| 1993 | La oreja izquierda de Van Gogh     | Antonio Álamo                                     |
| 1992 | Descripción de un cuadro           | Heiner Müller                                     |
| 1991 | Espejismos                         | José Manuel Olivero                               |
| 1990 | Hamletmaschine                     | Heiner Müller                                     |
| 1988 | La rebelión de los objetos         | Maiakovski                                        |
| 1986 | Así que pasen cinco años           | Lorca                                             |
| 1985 | Pa jartarse de reí (situ-acciones) | Colectivo                                         |
| 1984 | El Jardín de las Hespérides        | Colectivo                                         |

## Premios (selección)
- Premio Nacional de Teatro, 2008.
- Premio Lorca de Honor del Teatro Andaluz, 2023
- Premio ISA (Iniciativa Sevilla Abierta) a la Internacionalización de Sevilla, 2022
- Premio a la Trayectoria. Festival Molina de Segura, 2021.
- Premio Adolfo Marsillach/ADE a una Labor Teatral en España, 2018
- Premios Mejor espectáculo y Mejor dirección escénica. Festival Internacional de Quebec (Canadá), 2017
- Premio Mejor espectáculo. Festival Noches de Moscú, 2016
- Premio Valle-Inclán, 2011
- Premio Mejor Espectáculo Festival de Puerto Montt (Chile), 2007
- Premio Festival Internacional de El Cairo, 2001
- Premio Ercilla a la Mejor creación dramática, 1998.

Además de estos galardones ha obtenido una veintena de premios a Mejor espectáculo, dentro y fuera de Andalucía, y más de sesenta a la dirección escénica, actriz, actor, adaptación de texto, composición musical, escenografía, vestuario y diseño de luces. En total 97 galardones en cuatro continentes.